# Държавно устройство на Бангладеш
Бангладеш е парламентарна република.

## Законодателна власт
Законодателен орган в Бангладеш е парламентът, състоящ се от 345 депутати. Изборите се провеждат на всеки 5 години. Избирателно право имат всички граждани на възраст над 18 години.

## Съдебна власт
Висшия съдебен орган е Върховният съд. До неотдавна, главен съдия и съдии бяха препоръчани от министър-председателя и официално назначени от президента.